# Distribución uniforme continua
En teoría de probabilidad y estadística, la distribución uniforme continua es una familia de distribuciones de probabilidad para variables aleatorias continuas, tales que para cada miembro de la familia, todos los intervalos de igual longitud en la distribución en su rango son igualmente probables. El dominio está definido por dos parámetros, {\displaystyle a} y {\displaystyle b}, que son sus valores mínimo y máximo respectivamente. 
El intervalo puede ser cerrado (es decir, {\displaystyle [a,b]}) o abierto (es decir, {\displaystyle (a,b)}). Por lo tanto, la distribución a menudo se abrevia {\displaystyle U(a,b),} donde {\displaystyle U} significa distribución uniforme. La diferencia entre los límites define la longitud del intervalo; todos los intervalos de la misma longitud en el soporte de la distribución son igualmente probables. Es la distribución de probabilidad de máxima entropía para una variable aleatoria {\displaystyle X} sin más restricción que la de estar contenida en el soporte de la distribución.

## Definición

### Notación
Si {\displaystyle X} es una variable aleatoria continua con distribución uniforme continua entonces escribiremos {\displaystyle X\sim \operatorname {U} (a,b)} o {\displaystyle X\sim \operatorname {Unif} (a,b)}. 

### Función de densidad
Si {\displaystyle X\sim \operatorname {U} (a,b)} entonces la función de densidad es:
{\displaystyle f_{X}(x)={\frac {1}{b-a}}}
para {\displaystyle x\in [a,b]}.
Dicho de otra forma, la función de densidad de probabilidad de la distribución uniforme continua es:
{\displaystyle f(x)={\begin{cases}{\frac {1}{b-a}}&{\text{para }}a\leq x\leq b,\\[8pt]0&{\text{para }}x<a\ {\text{ o }}\ x>b.\end{cases}}}
Los valores de {\displaystyle f(x)} en los dos límites {\displaystyle a} y {\displaystyle b} no suelen tener importancia, porque no alteran el valor de {\textstyle \int _{c}^{d}f(x)dx} en ningún intervalo {\displaystyle [c,d],} ni de {\textstyle \int _{a}^{b}xf(x)dx,} ni de ningún momento superior. A veces se elige que sean cero, y a veces se elige que sean {\displaystyle {\tfrac {1}{b-a}}.} Esto último es apropiado en el contexto de la estimación por el método de máxima verosimilitud. En el contexto del análisis de Fourier, se puede tomar el valor de {\displaystyle f(a)} o {\displaystyle f(b)} para ser {\displaystyle {\tfrac {1}{2(b-a)}},} porque entonces la transformada inversa de muchas transformada integrals de esta función uniforme devolverá la propia función, en lugar de una función que es igual "casi en todas partes", es decir. es decir, excepto en un conjunto de puntos con medida nula. Además, es consistente con la función signo, que no tiene tal ambigüedad.
Cualquier función de densidad de probabilidad integra a {\displaystyle 1,} por lo que la función de densidad de probabilidad de la distribución uniforme continua se representa gráficamente como un rectángulo donde b-a es la longitud de la base y 1/(b-a) es la altura. A medida que la longitud de la base aumenta, la altura (la densidad en cualquier valor particular dentro de los límites de la distribución) disminuye.
En términos de media {\displaystyle \mu } y varianza {\displaystyle \sigma ^{2},} la función de densidad de probabilidad de la distribución uniforme continua es:
{\displaystyle f(x)={\begin{cases}{\frac {1}{2\sigma {\sqrt {3}}}}&{\text{for }}-\sigma {\sqrt {3}}\leq x-\mu \leq \sigma {\sqrt {3}},\\0&{\text{otherwise}}.\end{cases}}}

### Función de distribución
Si {\displaystyle X\sim \operatorname {U} (a,b)} entonces la función de distribución es:
{\displaystyle F_{X}(x)={\begin{cases}0&x<a\\\displaystyle {\frac {x-a}{b-a}}&a\leq x<b\\1&x\geq b\end{cases}}}
la cual es fácil de obtener a partir de la función de densidad pues
{\displaystyle {\begin{aligned}F_{X}(x)=\int _{a}^{x}{\frac {1}{b-a}}\;du={\frac {1}{b-a}}\;u{\bigg |}_{a}^{x}={\frac {x-a}{b-a}}\end{aligned}}}

#### Ejemplo 1.Uso de la función de distribución uniforme continua
Para una variable aleatoria {\displaystyle X\sim U(0,23),} hallar {\displaystyle P(2<X<18):}
{\displaystyle P(2<X<18)=(18-2)\cdot {\frac {1}{23-0}}={\frac {16}{23}}.}
En una representación gráfica de la función de distribución uniforme continua {\displaystyle [f(x){\text{ vs }}x],} el área bajo la curva dentro de los límites especificados, y mostrando la probabilidad, es un rectángulo. Para el ejemplo concreto anterior, la base sería 16, y la altura sería 1/23

#### Ejemplo 2.Utilizando la función de distribución uniforme continua (condicional)
Para una variable aleatoria {\displaystyle X\sim U(0,23),} hallar {\displaystyle P(X>12\ |\ X>8):}
{\displaystyle P(X>12\ |\ X>8)=(23-12)\cdot {\frac {1}{23-8}}={\frac {11}{15}}.}
El ejemplo anterior es un caso de probabilidad condicional para la distribución uniforme continua: dado que X > 8 es cierto, ¿cuál es la probabilidad de que X > 12? La probabilidad condicional cambia el espacio muestral, por lo que hay que calcular un nuevo intervalo de longitud (b-a'), donde {\displaystyle b=23} y {\displaystyle a'=8}. La representación gráfica seguiría el ejemplo 1, donde el área bajo la curva dentro de los límites especificados muestra la probabilidad; la base del rectángulo sería 11, y la altura sería 1/15

## Propiedades
Si {\displaystyle X} es una variable aleatoria tal que {\displaystyle X\sim \operatorname {U} (a,b)} entonces la variable aleatoria {\displaystyle X} satisface algunas propiedades.

### Media
La media de la variable aleatoria {\displaystyle X} es
{\displaystyle \operatorname {E} [X]={\frac {a+b}{2}}}
Esta se demuestra fácilmente utilizando la definición de esperanza matemática
{\displaystyle {\begin{aligned}\operatorname {E} [X]&=\int _{a}^{b}{\frac {x}{b-a}}\;dx\\&={\frac {1}{b-a}}{\frac {x^{2}}{2}}{\bigg |}_{a}^{b}\\&={\frac {b^{2}-a^{2}}{2(b-a)}}\\&={\frac {(b-a)(b+a)}{2(b-a)}}\\&={\frac {a+b}{2}}\end{aligned}}}
Si se exponeen un gráfico la función de densidad de esta distribución notará que la media corresponde al punto medio del intervalo {\displaystyle [a,b]}.

### Varianza
La varianza de la variable aleatoria {\displaystyle X} es 
{\displaystyle \operatorname {Var} (X)={\frac {(b-a)^{2}}{12}}}

### Momentos
El {\displaystyle n}-ésimo momento de la variable aleatoria {\displaystyle X} está dado por
{\displaystyle \operatorname {E} [X^{n}]={\frac {b^{n+1}-a^{n+1}}{(n+1)(b-a)}}={\frac {1}{n+1}}\sum _{k=0}^{n}a^{k}b^{n-k}}
para {\displaystyle n\in \mathbb {N} }.

### Función generadora de momentos
La función generadora de momentos de esta distribución es
{\displaystyle M_{X}(t)={\frac {e^{tb}-e^{ta}}{t(b-a)}}}
para valores {\displaystyle t\neq 0}.
Esto se demuestra fácilmente utilizando la definición de función generadora de momentos:
{\displaystyle {\begin{aligned}M_{X}(t)&=\operatorname {E} [e^{tX}]\\&=\int _{a}^{b}{e^{tx}{\frac {1}{b-a}}dx}\\&={\frac {1}{b-a}}{\frac {e^{tx}}{t}}{\bigg |}_{a}^{b}\\&={\frac {e^{tb}-e^{ta}}{t(b-a)}}\\\end{aligned}}}

### Generalización a conjuntos de Borel
Esta distribución puede ser generalizada a conjuntos de intervalos más complicados. Si {\displaystyle S} es un conjunto de Borel de medida finita positiva, la distribución probabilidad uniforme en {\displaystyle S} se puede especificar definiendo que la pdf sea nula fuera de {\displaystyle S} e igual a 1/K dentro de {\displaystyle S}, donde K es la medida de Lebesgue de {\displaystyle S}.

### Estadísticas de orden
Sea {\displaystyle X_{1},X_{2},\dots ,X_{n}} una muestra independiente e identicamente distribuidas de {\displaystyle U(0,1)}. Sea {\displaystyle X_{(k)}} el {\displaystyle k}-ésimo estadístico de orden de esta muestra. Entonces la distribución de probabilidad de {\displaystyle X_{(k)}} es una distribución Beta con parámetros {\displaystyle k} y {\displaystyle n-k+1}. La esperanza matemática es
{\displaystyle \operatorname {E} [X_{(k)}]={k \over n+1}.}
Esto es útil cuando se realizan Q-Q plots.
Las varianzas son
{\displaystyle \operatorname {Var} (X_{(k)})={k(n-k+1) \over (n+1)^{2}(n+2)}.}

### Uniformidad
La probabilidad de que una variable aleatoria uniformemente distribuida se encuentre dentro de algún intervalo de longitud finita es independiente de la ubicación del intervalo (aunque sí depende del tamaño del intervalo), siempre que el intervalo esté contenido en el dominio de la distribución. 
Es posible verificar esto: si {\displaystyle X\sim \operatorname {U} (a,b)} y {\displaystyle [x,x+l]\subseteq [a,b]} con {\displaystyle l>0} fijo, entonces
{\displaystyle P\left[x\leq X\leq x+l\right]=\int _{x}^{x+l}{\frac {1}{b-a}}dt={\frac {l}{b-a}}}.
lo cual sólo depende de la longitud del intervalo {\displaystyle l} y es independiente de {\displaystyle x}. Este hecho es el que le da su nombre a la distribución.

## Distribución uniforme estándar
Si se restringe {\displaystyle a=0} y {\displaystyle b=1} entonces la distribución resultante se llama distribución uniforme estándar. Si {\displaystyle X} es una variable aleatoria con distribución uniforme estándar entonces se escribirá {\displaystyle X\sim \operatorname {U} (0,1)}.
Para esta distribución en particular, se tiene que:

### Función de densidad
La función de densidad para cualquier valor {\displaystyle x\in [0,1]} es simplemente la constante {\displaystyle 1}, esto es
{\displaystyle f_{X}(x)=1}

### Función de probabilidad
La función de probabilidad de {\displaystyle X} se reduce a la recta identidad, esto es
{\displaystyle F_{X}(x)=x}
para valores de {\displaystyle x\in [0,1]}

### Media y Varianza
La media y varianza están dadas por
{\displaystyle \operatorname {E} [X]={\frac {1}{2}}}
{\displaystyle \operatorname {Var} (X)={\frac {1}{12}}}
respectivamente.

### Simetría
Si {\displaystyle X\sim \operatorname {U} (0,1)}, entonces {\displaystyle 1-X\sim \operatorname {U} (0,1)}.

### Transformada integral de probabilidad
Si {\displaystyle Y} es una variable aleatoria continua con función de distribución {\displaystyle F_{Y}}, entonces la variable aleatoria {\displaystyle X=F_{Y}(Y)\sim \operatorname {U} (0,1)}.
Aplicando este resultado, es posible simular valores aleatorios de cualquier variable aleatoria continua a partir de valores aleatorios de una distribución uniforme en el intervalo {\displaystyle [0,1]}: basta aplicar a dichos valores la inversa de la función de distribución de la variable que queremos simular.

## Distribuciones relacionadas
Si {\displaystyle X} tiene una distribución uniforme estándar, es decir, {\displaystyle X\sim \operatorname {U} (0,1)} entonces:
- {\displaystyle Y=-\ln(X)/\lambda } tiene una distribución exponencial con parámetro {\displaystyle \lambda }, es decir {\displaystyle Y\sim \operatorname {Exponencial} (\lambda )}.
- {\displaystyle Y=1-X^{1/n}} tiene una distribución beta con parámetros {\displaystyle 1} y {\displaystyle n}.  (Notar que esto implica que la distribución uniforme estándar es un caso especial de la distribución beta, con parámetros 1 y 1).

## Relaciones con otras funciones
Siempre y cuando se sigan las mismas convenciones en los puntos de transición, la función densidad de probabilidad puede también ser expresada mediante la función escalón de Heaviside:
{\displaystyle f(x)={\frac {\operatorname {H} (x-a)-\operatorname {H} (x-b)}{b-a}},\,\!} o en términos de la función rectángulo
{\displaystyle f(x)={\frac {1}{b-a}}\,\operatorname {rect} \left({\frac {x-\left({\frac {a+b}{2}}\right)}{b-a}}\right).}
No existe ambigüedad en el punto de transición de la función signo. Utilizando la convención de la mitad del máximo en los puntos de transición, la distribución uniforme se puede expresar a partir de la función signo como:
{\displaystyle f(x)={\frac {\operatorname {sgn} {(x-a)}-\operatorname {sgn} {(x-b)}}{2(b-a)}}.}

## Aplicaciones
En estadística, cuando se utiliza un p-valor a modo de prueba estadística para una hipótesis nula simple, y la distribución de la prueba estadística es continua, entonces la prueba estadística esta uniformemente distribuida entre 0 y 1 si la hipótesis nula es verdadera.

### Muestreo de una distribución uniforme
Existen muchos usos en que es útil realizar experimentos de simulación. Muchos lenguajes de programación poseen la capacidad de generar números pseudo-aleatorios que están distribuidos de acuerdo a una distribución uniforme estándar. 
Si u es un valor muestreado de una distribución uniforme estándar, entonces el valor a + (b − a)u posee una distribución uniforme parametrizada por a y b, como se describió previamente.

### Muestreo de una distribución arbitraria
La distribución uniforme resulta útil para muestrear distribuciones arbitrarias. Un método general es el método de muestreo de transformación inversa, que utiliza la distribución de probabilidad (CDF) de la variable aleatoria objetivo. Este método es muy útil en trabajos teóricos. Dado que las simulaciones que utilizan este método requieren invertir la CDF de la variable objetivo, se han diseñado métodos alternativos para aquellos casos donde no se conoce el CDF en una forma cerrada. Otro método similar es el muestreo de rechazo. 
La distribución normal es un ejemplo importante en el que el método de la transformada inversa no es eficiente. Sin embargo, existe un método exacto, el Método de Box-Muller, que utiliza la transformada inversa para convertir dos variables aleatorias uniformes independientes en dos variables aleatorias independientes distribuidas normalmente.

### Error de cuantificación
En la conversión analógico-digital se produce un error de cuantización. Este error se debe al redondeo o al truncamiento. Cuando la señal original es mucho mayor que un least significant bit (LSB), el error de cuantización no está significativamente correlacionado con la señal, y tiene una distribución aproximadamente uniforme. Por lo tanto, el  error RMS, por sus siglas en inglés, se obtiene a partir de la varianza de esta distribución.

## Generación de variantes aleatorias
Hay muchas aplicaciones en las que resulta útil realizar experimentos de simulación. Muchos lenguajes de programacións vienen con implementaciones para generar números pseudoaleatorios que se distribuyen efectivamente según la distribución uniforme estándar.
Por otro lado, los números distribuidos uniformemente se utilizan a menudo como base para la generación de variantes aleatorias no uniformes.
Si {\displaystyle u} es un valor muestreado de la distribución uniforme estándar, entonces el valor {\displaystyle a+(b-a)u} sigue la distribución uniforme parametrizada por {\displaystyle a} y {\displaystyle b,} como se ha descrito anteriormente.

## Historia
Aunque los orígenes históricos de la concepción de la distribución uniforme no son concluyentes, se especula que el término "uniforme" surgió del concepto de equiprobabilidad en los juegos de dados (nótese que los juegos de dados tendrían discreta y no espacio muestral uniforme continuo). La equiprobabilidad fue mencionada en el Liber de Ludo Aleae de Gerolamo Cardano, un manual escrito en el siglo XVI y detallado sobre el cálculo avanzado de probabilidades en relación con los dados.